# Aleksandr Dubrowski
Aleksandr Afanasjewicz Dubrowski (ros. Александр Афанасьевич Дубровский, ur. 1900 w guberni tulskiej, zm. ?) – radziecki działacz państwowy i partyjny.

## Życiorys
W 1919 wstąpił do Armii Czerwonej (służył w niej do 1930), brał udział w wojnie domowej, od 1920 należał do RKP(b). Od 1930 był funkcjonariuszem partyjnym, w latach 1931-1935 pracował w moskiewskiej fabryce lotniczej, a od 1935 do 1938 w aparacie KC WKP(b). Od 10 maja 1938 do 4 maja 1942 I sekretarz Komitetu Obwodowego WKP(b) w Orenburgu/Czkałowie, od 21 marca 1939 do 21 lutego 1947 zastępca członka KC WKP(b), między 1942 a 1943 szef Zarządu Politycznego Ludowego Komisariatu Przemysłu Spożywczego ZSRR, od 1943 do marca 1944 instruktor Zarządu Kadr KC WKP(b). Od marca 1944 I sekretarz Komitetu Obwodowego Komunistycznej Partii (bolszewików) Kazachstanu w Tałdy-Kurganie, w latach 1944-1946 ludowy komisarz/minister gospodarki komunalnej Mołdawskiej SRR, w latach 1946-1948 I sekretarz Komitetu Miejskiego WKP(b) w Kasimowie, następnie zastępca szefa Obwodowego Zarządu Rezerw Pracowniczych w Riazaniu. Deputowany do Rady Najwyższej ZSRR.